# Ainay-le-Vieil
Ainay-le-Vieil è un comune francese di 228 abitanti situato nel dipartimento del Cher, nella regione del Centro-Valle della Loira, noto per l'omonimo castello.

## Società

### Evoluzione demografica
Abitanti censiti